# George Hearst

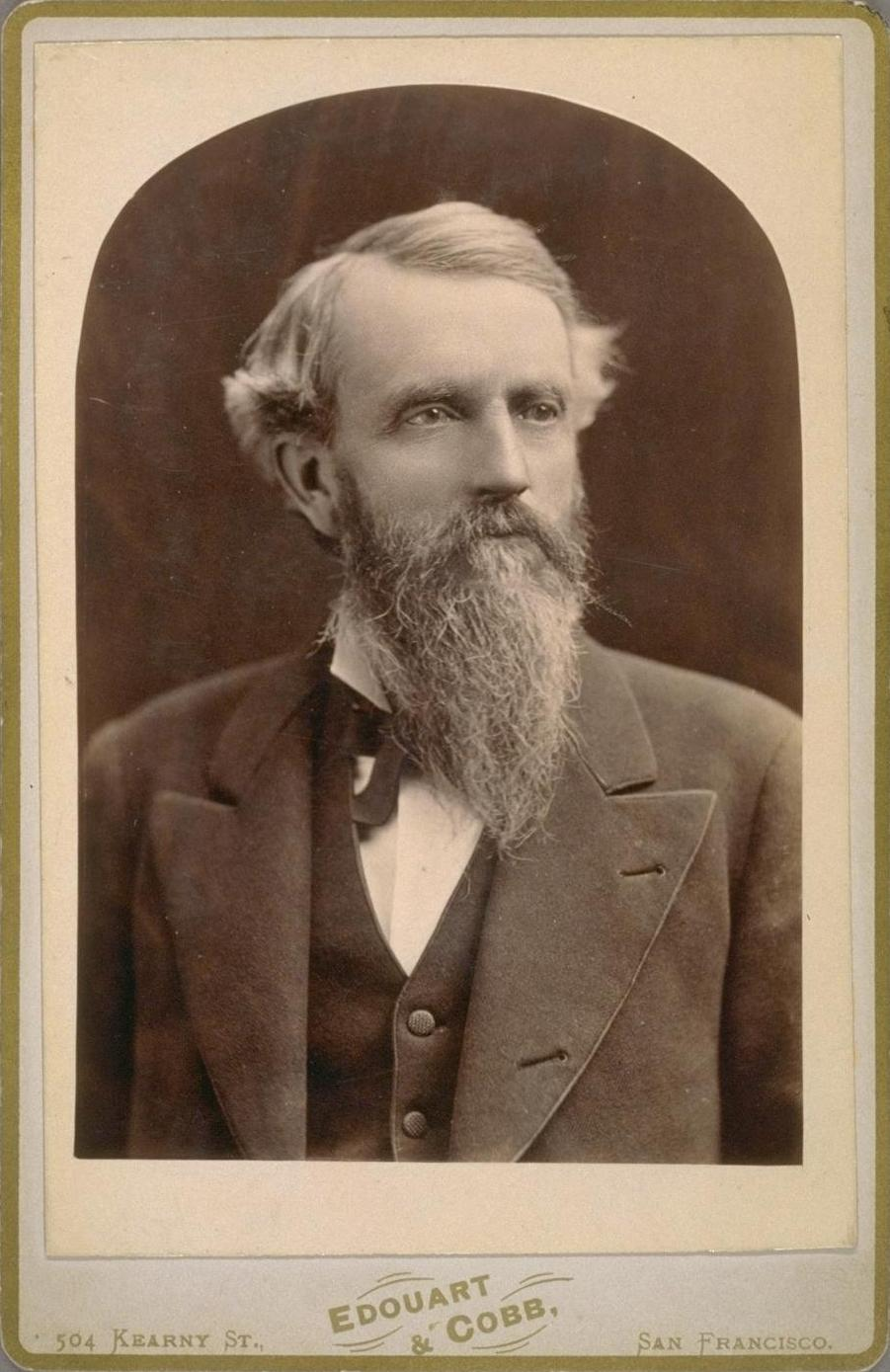
George Hearst

George Hearst, född 3 september 1820 i Franklin County, Missouri, död 28 februari 1891 i Washington, D.C., var en amerikansk demokratisk politiker och affärsman. Han representerade delstaten Kalifornien i USA:s senat 1886 och på nytt från 1887 fram till sin död. Han var far till William Randolph Hearst.
Hearst utexaminerades 1838 från Franklin County Mining School. Han hörde 1849 om guldrushen i Kalifornien. Han väntade en tid för att vara säker på att nyheterna var sanna och flyttade sedan 1850 till Kalifornien. Han grundade företaget Hearst, Haggin, Tevis and Co. som med tiden växte att bli det största privata gruvbolaget i USA. Företaget kom att äga gruvor i flera olika amerikanska delstater. Hearst investerade senare även i Peru.
Hearst gifte sig 1862 med Phoebe Apperson. Det enda barnet William Randolph föddes 1863.
Hearst köpte 1880 tidningen The San Francisco Examiner. Han trodde inte på tidningens framtidsutsikter men köpte den ändå som en tjänst åt sina vänner. Han gav sju år senare tidningen åt sonen William Randolph Hearst som senare skulle bli en legendarisk mediemogul och därmed hade fått den första beståndsdelen i sitt tidningsimperium.
Senator John Franklin Miller avled 1886 i ämbetet och Hearst blev utnämnd till senaten. Han efterträddes senare samma år av Abram P. Williams som inte ställde upp till en hel sexårig mandatperiod i senaten. Det gjorde Hearst som också vann valet. Han avled 1891 i ämbetet.